# Torneio de xadrez de Dresden de 1926
O Torneio de xadrez de Dresden (ou Dresda) de 1926, também conhecido como Paul Schellenberg Memorial foi uma competição internacional de xadrez realizada em Dresden, Alemanha entre 4 e 14 de abril. O torneio apresentou uma competição acirrada entre Aaron Nimzovitch e Alexander Alekhine que eram candidatos ao título mundial.

## Tabela de resultados[2]
| Jogador                | 1   | 2   | 3   | 4   | 5   | 6   | 7   | 8   | 9   | 10  | Total |
| Aaron Nimzovitch       | xxx | 0.5 | 1   | 1   | 1   | 1   | 1   | 1   | 1   | 1   | 8.5   |
| Alexander Alekhine     | 0.5 | xxx | 1   | 1   | 0.5 | 0.5 | 1   | 0.5 | 1   | 1   | 7     |
| Akiba Rubinstein       | 0   | 0   | xxx | 0.5 | 1   | 1   | 1   | 1   | 1   | 1   | 6.5   |
| Savielly Tartakower    | 0   | 0   | 0.5 | xxx | 0.5 | 1   | 0.5 | 0.5 | 1   | 1   | 5     |
| Walther von Holzhausen | 0   | 0.5 | 0   | 0.5 | xxx | 0   | 1   | 1   | 0   | 1   | 4     |
| Paul Johner            | 0   | 0.5 | 0   | 0   | 1   | xxx | 1   | 0   | 0   | 1   | 3.5   |
| Fritz Saemisch         | 0   | 0   | 0   | 0.5 | 0   | 0   | xxx | 1   | 0.5 | 1   | 3     |
| Frederick Yates        | 0   | 0.5 | 0   | 0.5 | 0   | 1   | 0   | xxx | 1   | 0   | 3     |
| Reinhold Blumich       | 0   | 0   | 0   | 0   | 1   | 1   | 0.5 | 0   | xxx | 0   | 2.5   |
| Lajos Steiner          | 0   | 0   | 0   | 0   | 0   | 0   | 0   | 1   | 1   | xxx | 2     |